# Soiwa
Die Soiwa (russisch Со́йва) ist ein linker Nebenfluss der Sewernaja Mylwa in der Republik Komi in Nordwestrussland.
Sie entspringt am Timanrücken nahe der Quelle der Wytschegda. Sie fließt in überwiegend östlicher Richtung. Die Siedlung Nischnjaja Omra liegt am Nordufer der Soiwa bei Flusskilometer 40. Die Soiwa mündet nach 154 km, etwa 10 km südlich des Rajon-Verwaltungszentrums Troizko-Petschorsk in die Sewernaja Mylwa. Die Soiwa gehört zum Flusssystem der Petschora. Ihr Einzugsgebiet umfasst 1790 km². Ende Oktober / Anfang November gefriert der Fluss. Ende April/ Anfang Mai ist die Soiwa wieder eisfrei. Ihr mittlerer Abfluss (MQ) 24 km oberhalb der Mündung beträgt etwa 20 m³/s.